# Národní akademie věd Spojených států amerických
Národní akademie věd Spojených států amerických (anglicky United States National Academy of Sciences, NAS) je americká instituce, jejíž členové slouží pro bono jako národní poradci v oblasti vědy, techniky a medicíny. 

## Historie a činnost
Důsledky americké občanské války vedly k potřebě vytvoření národní společnosti vědců, a tak americký prezident Abraham Lincoln (1809–1865) 3. března 1863 podepsal zákon ustavující Národní akademii věd a jmenoval jejích prvních padesát členů.
V roce 1950 tehdejší ředitel akademie Lloyd V. Berkner dal popud k vzniku Mezinárodního geofyzikálního roku.
K jaru roku 2009 měla Akademie 2100 členů a 380 zahraničních spolupracovníků. Téměř 200 jejích členů je nositeli Nobelovy ceny.
V průběhu let bylo zvoleno několik členů pocházejících z Česka, prvním a až do roku 2015 jediným byl neurofyziolog Jan Bureš. Stalo se tak roku 1995.

## Prezidenti akademie
Prezident akademie je volen na funkční období, které nesmí trvat více než šest let. Může být zvolen i na druhé funkční období. Současnou prezidentkou je geofyzička Marcia K. McNuttová, první žena, která tuto funkci zastává. Její funkční období vyprší 30. června 2022.
- 1863–1867 Alexander Dallas Bache
- 1868–1878 Joseph Henry
- 1879–1882 William Barton Rogers
- 1883–1895 Othniel Charles Marsh
- 1895–1900 Wolcott Gibbs
- 1901–1907 Alexander Agassiz
- 1907–1913 Ira Remsen
- 1913–1917 William Henry Welch
- 1917–1923 Charles Doolittle Walcott
- 1923–1927 Albert Abraham Michelson
- 1927–1931 Thomas Hunt Morgan
- 1931–1935 William Wallace Campbell
- 1935–1939 Frank Rattray Lillie
- 1939–1947 Frank Baldwin Jewett
- 1947–1950 Alfred Newton Richards
- 1950–1962 Detlev Wulf Bronk
- 1962–1969 Frederick Seitz
- 1969–1981 Philip Handler
- 1981–1993 Frank Press
- 1993–2005 Bruce Michael Alberts
- 2005–2016 Ralph J. Cicerone
- od roku 2016 Marcia McNutt